# Shannons tal

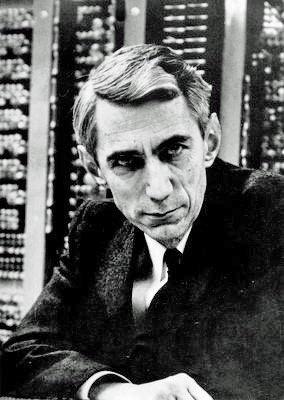
Claude Shannon

Shannons tal representerar den nedre gräns för spelkomplexiteten i strategispelet schack. Talets namn kommer från att Claude Shannon 1950 approximerade att Shannons tal är 10120. Shannons approximation bygger på att varje schackparti består av i genomsnitt 40 drag och vid varje drag finns 30 möjliga utfall.

## Möjliga spel
Antalet möjliga spel efter 10 drag:
| Antal drag | Antal möjliga spel |
| ---------- | ------------------ |
| 1          | 20                 |
| 2          | 400                |
| 3          | 8 902              |
| 4          | 197 281            |
| 5          | 4 865 609          |
| 6          | 119 060 324        |
| 7          | 3 195 901 860      |
| 8          | 84 998 978 956     |
| 9          | 2 439 530 234 167  |
| 10         | 69 352 859 712 417 |